# KRTDAP
KRTDAP‏ (Keratinocyte differentiation associated protein) هوَ بروتين يُشَفر بواسطة جين KRTDAP في الإنسان.